# Taoísmo en Corea

La bandera de Corea del Sur, Taegukgi con el centro de taegeuk (rojo y azul).

Se cree que el Taoísmo en Corea o Do(en coreano: 도) se considera una de las primeras filosofias en Corea. Sin embargo, su influencia disminuyó con la introducción del budismo durante tres reinos de Corea y  como una religión nacional durante Goryeo y el dominio del neoconfucianismo durante la dinastía Joseon. A pesar de su menor influencia durante esos periodos, caló en todos los estratos de la población coreana, integrándose con el animismo autóctono, así como con el budismo y las instituciones, templos y ceremonias confucianas. La práctica taoísta en Corea se desarrolló, a diferencia de China, como una práctica esotérica de meditación en las montañas impartida por los «maestros de la montaña» o «sabios de la montaña».
Uno de los mitos fundacionales de Corea más conocidos, en el que un tigre y un oso intentan convertirse en humanos por un encuentro con Hwanung, puede considerarse una parábola taoísta. El origen exacto, a pesar de las diversas teorías de los historiadores, está en entredicho porque los registros reales conservados por los primeros reinos coreanos fueron destruidos por series de las guerras, principalmente por los chinos. Sin embargo los intentos posteriores existían con el fin de estudiar la historia y analizar la filosofía del taoísmo coreano, los fueron suprimidos durante Joseon porque el mundo del erudición sólo abrazó el confucianismo como campo de estudio propio.

## Descripción
El taoísmo coreano recibió influencias del confucianismo y de la antigua religión popular china. Antes del siglo XX se conservaban muy pocos escritos sobre el taoísmo. Hasta hace poco, el taoísmo en Corea recibía poca atención por parte de los estudiosos, y normalmente sólo se describía como una «influencia romántica» o un «tema literario» dentro de otros contextos.
Los efectos del taoísmo han sido limitados debido a la falta de una base institucional o política, rechazada por las élites confucianas y budistas. Sin embargo, algunos estudiosos modernos reclaman una lectura más crítica de las historias confucianizadas, el estudio de fuentes alternativas y una definición más amplia del taoísmo, para encontrar una presencia más extensa de las prácticas rituales taoístas coreanas y valoraciones positivas.

## Tres reinos de Corea

### Goguryeo

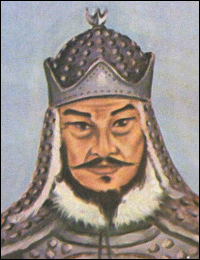
El general Yeon gaesomun, el líder de facto en el posterior de Goguryeo.

El taoísmo probablemente llegó por primera vez a Corea en el siglo VII. El emperador Gaozu, fundador de la dinastía Tang de China, envió un predicador taoísta y literatura, Laozi y Zhuangzi al Goguryeo.
Estos fueron recibidos con entusiasmo por el rey de Goguryeo y su ministro Yeon Gaesomun. Se considera la introducción de Taoísmo era con el fin de divertir a los estudiosos y disminuir la influencia del budismo y confucianismo, estableciendo una amistad con Tang. Los templos budistas fueron eventualmente transformados en templos taoístas. Sin embargo, este primer entusiasmo duró sólo 30 años. Se encuentran símbolos taoístas en murales de tumbas de Goguryeo cerca del condado Kangso de la pronvincia de Pyeongando.
El taoísmo coreano y la religión popular coreana a partir de este momento tenían algunos grupos religiosos que creían en el Tao como una entidad divina pensante similar a un monoteísta.

### Baekje

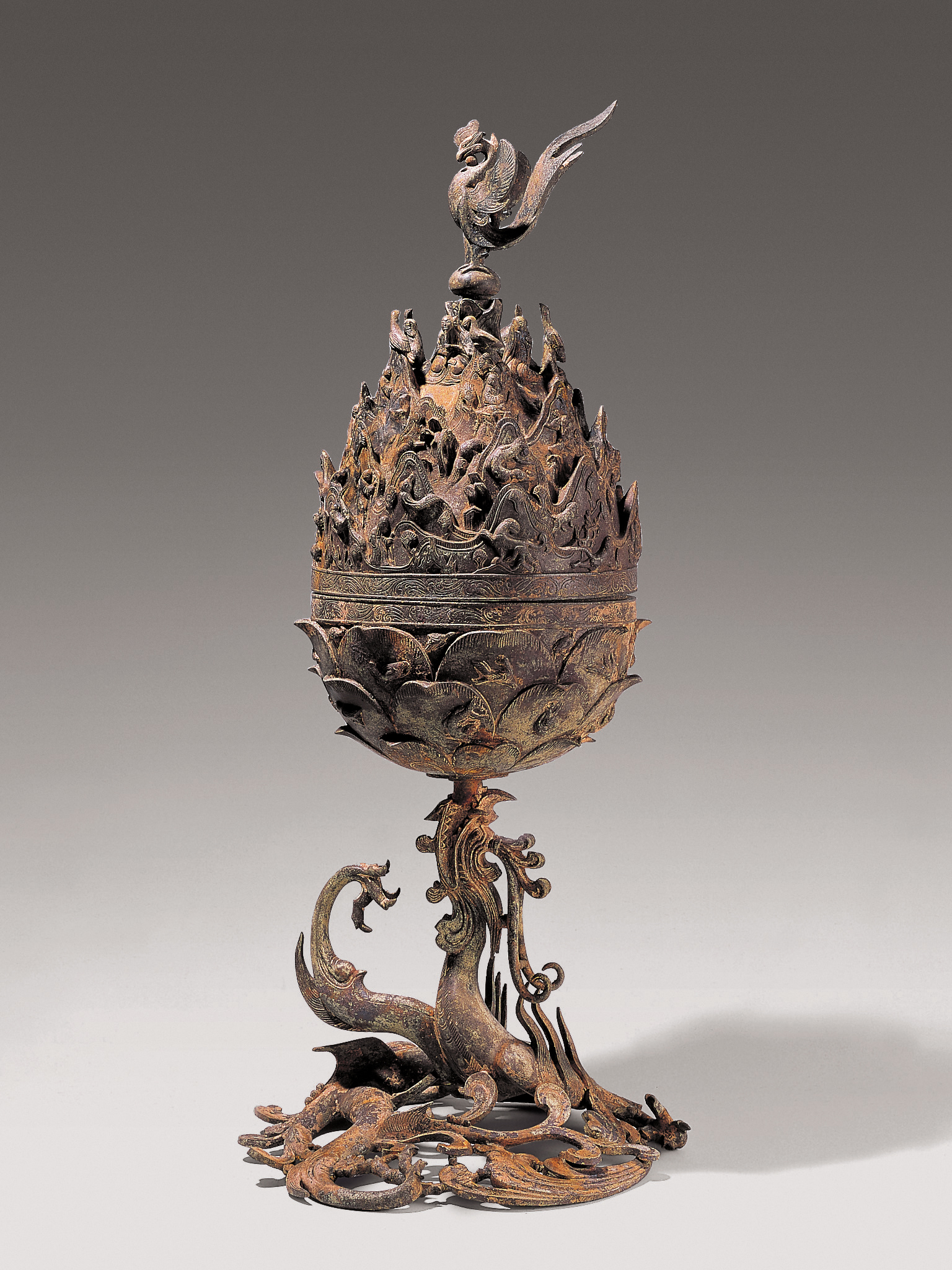
Incensario de Baekje, el tesoro nacional surcoreano 287°.

En Baekje, el taoísmo se mencionaba en algunos tratados de pasada, y no arraigó como en los demás reinos coreanos.
Una relica simbólica es incensario de bronce dorado (el tesoro nacional de Corea de Sur 287°). Este incensario tiene su estilo muy sofisticado, describiendo los sabios en 5 cumbres de montaña, hojas de flores de lotus, un dragón y un fénix en su cumbre. Mientras que la flor de lotus representa la influcencia budista, los sabios y unas partes se asumen la comprensión de taoísmo por la gente de Baekje.

### Silla
Silla, tras recibir taoísmo desde Tang china tiene su legado más brillante entre tres reinos. Los eruditos fueron a Tang para estudiar filosofía incluso taoísmo
El taoísmo de Silla se centraba en la práctica y el entrenamiento de la mente o la autodisciplina. Su marca más distintiva se encuentra en el Hwarang, una fuerza armada de élite destacada por su disciplinada compostura, sencillez, relajación y armonía, cada una de ellas un componente del taoísmo filosófico.